# Cantonul Vabre
Cantonul Vabre este un canton din arondismentul Castres, departamentul Tarn, regiunea Midi-Pyrénées, Franța.

## Comune
- Ferrières
- Lacaze
- Le Masnau-Massuguiès
- Saint-Pierre-de-Trivisy
- Saint-Salvi-de-Carcavès
- Vabre (reședință)